# Eiusdem furfuris
La locuzione latina eiusdem furfuris, tradotta letteralmente, significa della medesima crusca.
Questo epiteto si dà, sempre in senso spregiativo, a due soci che si rassomigliano perfettamente per vizi, malvagità e difetti. Si usa anche l'espressione "eiusdem farinae", (della stessa farina).